# Atlanta Hawks 1970-1971
La stagione 1970-71 degli Atlanta Hawks fu la 22ª nella NBA per la franchigia.
Gli Atlanta Hawks arrivarono secondi nella Central Division della Eastern Conference con un record di 36-46. Nei play-off persero la semifinale di conference con i New York Knicks (4-1).

## Roster
| N° | Naz.                   | Ruolo | Sportivo           | Anno | Alt. | Peso |
| -- | ---------------------- | ----- | ------------------ | ---- | ---- | ---- |
| 8  | Stati Uniti (bandiera) | C     | Walt Bellamy       | 1939 | 211  | 102  |
| 12 | Stati Uniti (bandiera) | A     | Bob Riley          | 1948 | 206  | 107  |
| 23 | Stati Uniti (bandiera) | GA    | Lou Hudson         | 1944 | 196  | 95   |
| 24 | Stati Uniti (bandiera) | AC    | Jim Davis          | 1941 | 206  | 102  |
| 25 | Stati Uniti (bandiera) | AC    | Len Chappell       | 1941 | 203  | 109  |
| 31 | Stati Uniti (bandiera) | C     | Bob Christian      | 1946 | 208  | 116  |
| 32 | Stati Uniti (bandiera) | AC    | Bill Bridges       | 1939 | 198  | 103  |
| 33 | Stati Uniti (bandiera) | A     | Jerry Chambers     | 1943 | 196  | 84   |
| 34 | Stati Uniti (bandiera) | G     | Herb White         | 1948 | 188  | 88   |
| 40 | Stati Uniti (bandiera) | G     | John Vallely       | 1948 | 191  | 84   |
| 42 | Stati Uniti (bandiera) | G     | Mahdi Abdul-Rahman | 1942 | 188  | 84   |
| 44 | Stati Uniti (bandiera) | G     | Pete Maravich      | 1947 | 196  | 89   |

## Staff tecnico
- Allenatore: Richie Guerin
- Vice-allenatore: Bumper Tormohlen